# 673
673 (DCLXXIII) fue un año común comenzado en sábado del calendario juliano, en vigor en aquella fecha.

## Acontecimientos
- Los árabes sitian por vez primera Constantinopla, capital del Imperio bizantino.[1]

## Fallecimientos
- Clotario III, rey de Neustria y de Borgoña.